# Jet (canção)
"Jet" é uma canção de Paul McCartney & Wings, do álbum Band on the Run. A canção atingiu a sétima posição nas paradas britânicas e americanas em 30 de Março de 1974. Junto com "Helen Wheels" e "Junior's Farm", é outra canção de McCartney, onde sua principal inspiração para compor a música surgiu na vida diária. Considerando que a maioria do álbum Band on the Run foi gravado em Lagos, na Nigéria, "Jet" foi gravada inteiramente no EMI Studios em Londres, após o regresso do grupo (de acordo com o engenheiro Geoff Emerick, em seu livro 'Here There and Everywhere.')
Quando lançado, o lado B do single era "Mamunia", outra faixa do Band on the Run. No entanto, logo foi substituído por "Let Me Roll It". "Jet" também podem ser encontrada nas compilações Wings Greatest (1978), All the Best! (1987) e Pure McCartney (2016).
Avaliadores relataram que o tema da canção era sobre o cão labrador de McCartney chamado "Jet". Entretanto, uma entrevista de 2010, no canal de televisão britânico ITV1 para o programa Wings: Band on the Run (para promover em novembro de 2010 um re-lançamento em CD/DVD do álbum) McCartney explicou que "Jet" era o nome de um pônei ele tinha possuído , apesar de que muitas das letras tinha pouca relação com o assunto.
O proeminente crítico musical Dave Marsh incluiu a canção na posição 793 em sua lista dos 1.001 melhores singles já feitos. Ele se referiu a ele como uma "grand confecção pop" que representou a única vez que McCartney se aproximou da "unidade e densidade" de seu mandato com os Beatles. O escritor Graham Reid, descreveu-o como uma "jóia" do power pop.
A banda de rock australiana Jet tirou seu nome do título da canção.